# Пищухи (птицы)
Пищу́хи (лат. Certhia) — род птиц семейства пищу́ховых (Certhiidae) отряда воробьинообразных (Passeriformes).

## Виды
В состав рода включают 9 видов: 
- Обыкновенная пищуха (Certhia familiaris)
- Certhia hodgsoni
- Американская пищуха (Certhia americana)
- Короткопалая пищуха (Certhia brachydactyla)
- Гималайская пищуха (Certhia himalayana)
- Непальская пищуха (Certhia nipalensis)
- Двуцветная пищуха (Certhia discolor)
- Certhia manipurensis
- Certhia tianquanensis